# Sulcophanaeus imperator
Sulcophanaeus imperator är en skalbaggsart som beskrevs av Louis Alexandre Auguste Chevrolat 1844. Sulcophanaeus imperator ingår i släktet Sulcophanaeus och familjen bladhorningar.

## Underarter
Arten delas in i följande underarter:
- S. i. obscurus
- S. i. alticollis